# Fourtou
Fourtou is een gemeente in het Franse departement Aude (regio Occitanie) en telt 62 inwoners (2009). De plaats maakt deel uit van het arrondissement Limoux.

## Geografie
De oppervlakte van Fourtou bedraagt 19,3 km², de bevolkingsdichtheid is dus 3,2 inwoners per km². De gemeente ligt in de Corbières. Ten noorden van Fourtou, op een hoogte van 700 meter, ontspringt de Orbieu, een zijrivier van de Aude.

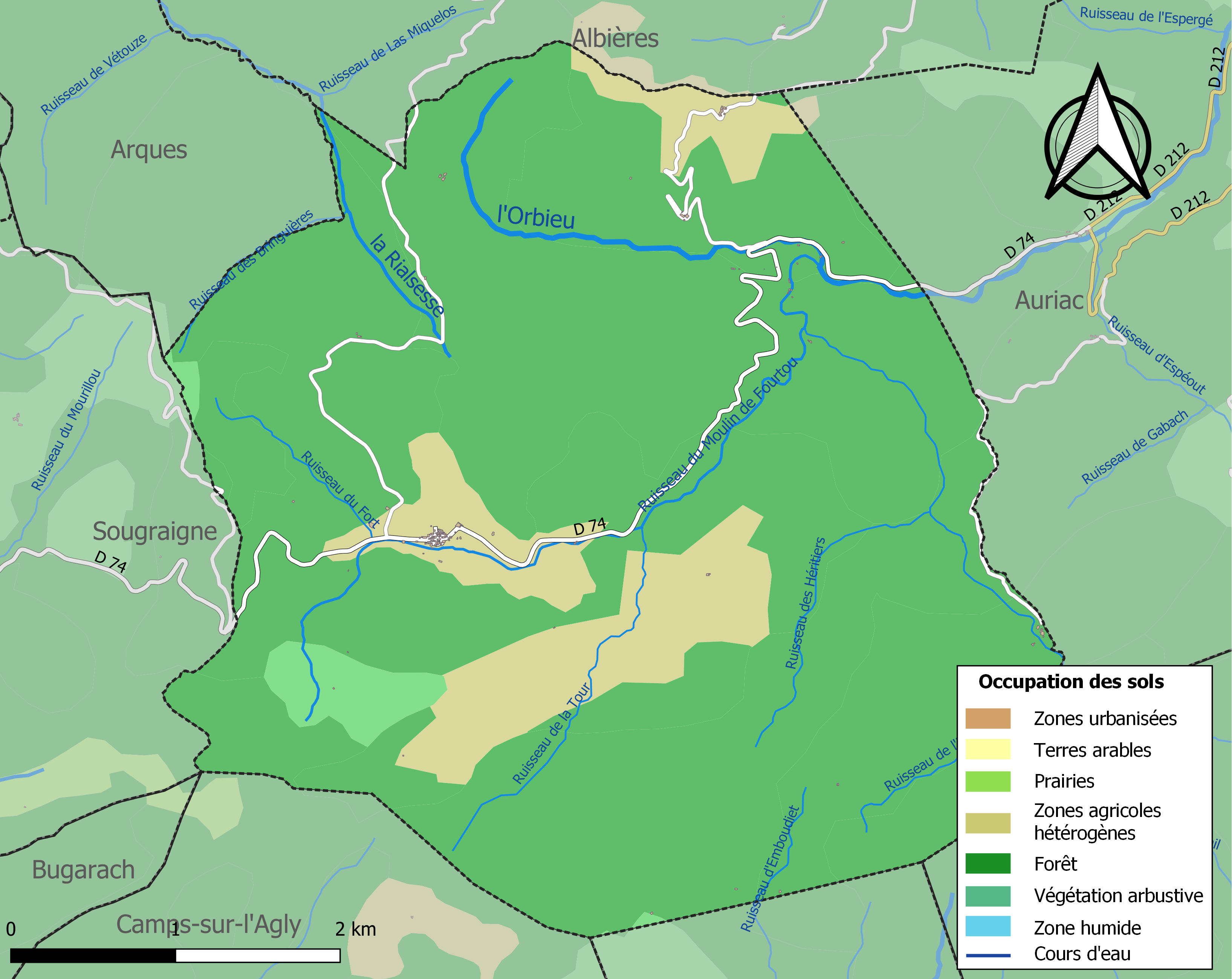
Kaart van de gemeente met de belangrijkste infrastructuur, bodemgebruik en omliggende gemeenten

## Demografie
Onderstaande figuur toont het verloop van het inwonertal (bron: INSEE-tellingen).

Vanwege een beveiligingsprobleem met de MediaWiki Graph-software is het momenteel niet mogelijk deze grafiek weer te geven. Zodra de software is bijgewerkt zal de grafiek vanzelf weer zichtbaar worden.